# پل خشتی املش
{{جعبه اطلاعات جای‌های تاریخی ایران
| نام              = پل خشتی املش
| روی‌نقشه          = آری
| عرض‌جغرافیایی     =
| طول‌جغرافیایی     =
| تصویر            =
| اندازه تصویر     = 250
| عنوان تصویر      =
| استان            =استان گیلان
| شهرستان          =شهرستان املش
| بخش              =
| نام محلی         =
| نام‌های دیگر      =
| نام‌های قدیمی     =
| نوع بنا          =
| سال‌های مرمت      =
| کاربری           = پل
| کاربری کنونی     =
| دیرینگی          = دوره قاجار
| شماره ثبت        = ۱۰۶۱۱
| تاریخ ثبت ملی    = ۲ آبان ۱۳۸۲
| دوره ساخت اثر    = دوره قاجار
| بانی اثر         =
| مالک اثر         =
| مالک فعلی اثر    =
| شماره ثبت یونسکو =
| تاریخ ثبت یونسکو =
| امکان بازدید     =
| شماره تلفن       =
| وبگاه            =
| پانویس           =
پل خشتی املش مربوط به دوره قاجار است و در املش، پارک میرزاکوچک خان، خیابان آیت اله صدوقی واقع شده و این اثر در تاریخ ۲ آبان ۱۳۸۲ با شمارهٔ ثبت ۱۰۶۱۱ به‌عنوان یکی از آثار ملی ایران به ثبت رسیده است.